# USA:s demografi
USA:s demografi består av en majoritet av de 331 miljoner invånarna som är ättlingar till immigranter från Europa, varav det stora flertalet av immigranterna härstammade från Tyskland, Storbritannien, Skottland, Irland och Italien. Många immigranter kom även från de nordiska och slaviska länderna. Invånarna med franskt och spanskt ursprung immigrerade oftast från Franska Kanada respektive Mexiko och Syd- och Mellanamerika. 
Den latinamerikanska befolkningsgruppen som är den största minoritetsgruppen i landet och utgjorde 13,4 % av befolkningen 2002 (38,6 miljoner människor), är också den snabbast växande gruppen, och därför har det spanska språket också ökat i betydelse. År 2000 utgjordes runt 12 % av befolkningen av afroamerikaner vilka nästan uteslutande härstammar från de afrikanska slavar som fördes till Amerika under 1700- och 1800-talet. Den tredje i storlek betydande befolkningsgruppen är de av asiatiskt ursprung, vilka utgör 3,6 % av befolkningen och främst är koncentrerade till de västra delarna av landet. Ursprungsbefolkningen som levde i området före den europeiska kolonisationen utgör under 1 % av befolkningen.
Landet präglas av etnisk och kulturell mångfald. En stor del av landets tillgångar kontrolleras av en liten del av befolkningen men sedan 1993 har dock inkomstskillnaderna minskat något; andelen fattiga minskade från 15 % år 1993 till 12,3 % år 2006 och i absoluta tal minskade antalet fattiga från 39 miljoner 1993 till 36,5 miljoner år 2006 samtidigt som USA:s befolkning ökade kraftigt. I relation till andra länder ligger den generella  levnadsstandarden långt över världssnittet: Internationella valutafonden listade år 2005 USA på fjärde plats i BNP (PPP) per capita, efter Luxemburg, Irland och Norge. Sverige kom på fjortonde plats i samma lista. 51 % av hushållen hade år 2000 tillgång till en dator och 41 % hade tillgång till internet. Vidare ägde år 2002 67,9 % av befolkningen den egna bostaden.

## Språk

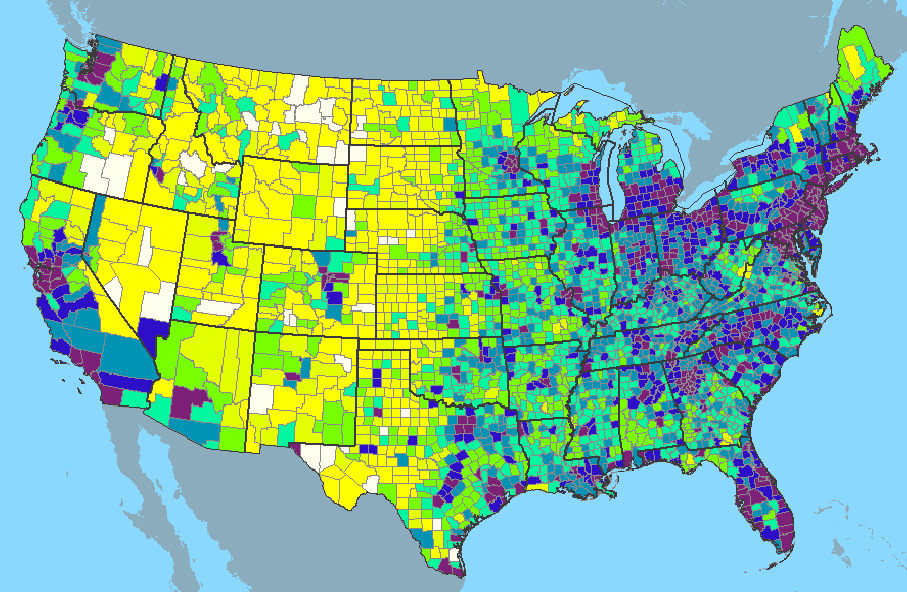
USA:s befolkningstäthet – ju mörkare desto högre befolkningstäthet.

USA har inget officiellt språk, vilket beror på att engelska har varit totalt dominerande, varför det ansetts att man ej behöver ett officiellt språk. I takt med att antalet spansktalande invandrare från Latinamerika, hispanics, ökade under andra hälften av 1900-talet, och dessa i större utsträckning än tidigare invandrargrupper har valt att inte övergå till att tala engelska, har kraven på att engelska skall införas som officiellt språk i USA ökat. Delstatliga försök till sådan lagstiftning har dock underkänts av de federala domstolarna.

## Religion
Religionstillhörighet bland befolkningen i USA
|  | Protestanter (42 %) |

|  | Katoliker (21 %) |

|  | Övriga kristna (3 %) |

|  | Judar (1 %) |

|  | Muslimer (1 %) |

|  | Buddhister (1 %) |

|  | Hinduer (1 %) |

|  | Agnostiker (6 %) |

|  | Ateister (5 %) |

|  | Ingen religionstillhörighet (18 %) |

|  | Övrigt (1 %) |

USA:s fördelning över religionssamfund var 2001 följande; protestanter 52 %, katoliker 24,5 %, obundna 13,2 %, judar 1,3 % och övriga 0,5–0,3 % (vilket bland annat innefattar muslimer, buddhister, ateister och hinduer). Anmärkningsvärt är att antalet människor som ser sig som kristna faller snabbt, från 86,2 % 1990 till 76,5 % 2001. Många av dessa har istället gått över till nyandliga filosofier som inte kan anses vara religioner på samma sätt som till exempel kristendomen (dessa ingår i benämningen obundna i fördelningsstatistiken ovan).